# Пинтуби
Пинтуби (пинтупи, пинтуби-луритья) — один из языков австралийских аборигенов. Это один из языков вати большой юго-западной ветви семьи пама-ньюнга. Это одна из разновидностей языка Западной пустыни. Количество говорящих на языке пинтуби в 2006 году составляло 1683 человек.
Пинтуби — это название часто используется для обозначения различных языков Западной пустыни, на которых говорят коренные народы Австралии, чьи традиционные земли находятся в области между озером Макдональд и озером Маккай, простирающейся от горы Либиха в Северной территории к Юпитеру Ну (к западу от Поллок Хиллз) в Западной Австралии. Эти люди переехали (или были перемещены) в общины аборигенов Папуня и Хаастс Блафф на западе Северной территории в 1940-1980-х годах. Последние из людей из племени пинтуби оставили свой традиционный образ жизни в пустыне и пришли в Кивирккуа в 1984 году. За последние десятилетия они вернулись в свои традиционные земли обитания, создали общину Кинтор (в пинтуби известна как Валагурру) в Северной Территории.
Среди людей, которые родились в Папуня и Хаастс Блафф, появился новый вариант языка пинтуби, теперь известный как пинтуби-луритья, из-за их близкого контакта с носителями языков аранда, вальбири и других разновидностей языка Западной пустыни. Так что большинство носителей языка сегодня говорят на пинтуби-луритья, хотя существует чёткое различие между западными и восточными диалектами.

## Фонология
Фонология пинтуби была описана К. С. и Л. Е. Хансенами на основе проведённого исследования в общине Папуня, Северной территории в 1967-1968-м годах.

### Согласные
Пинтуби имеет 17 согласных фонем. Символы, используемые в практической орфографии показаны в скобках там, где они отличаются от символов МФА.
|              |               | Губно-губные | Переднеязычные | Переднеязычные | Переднеязычные | Палатальные | Заднеязычные |
| Альвеолярные | Ламинальные   | Губно-губные | Ретрофлексные  |                |                | Палатальные | Заднеязычные |
| ------------ | ------------- | ------------ | -------------- | -------------- | -------------- | ----------- | ------------ |
| Взрывные     | Взрывные      | p            | t              | t̻ (tj)         | ʈ (t)          |             | k            |
| Сонорные     | Носовые       | m            | n              | n̻ (ny)         | ɳ (n)          |             | ŋ (ng)       |
| Сонорные     | Дрожащие      |              | r (rr)         |                |                |             |              |
| Сонорные     | Аппроксиманты | w            |                |                | ɻ (r)          | j (y)       |              |
| Сонорные     | Боковые       |              | l              | l̻ (ly)         | ɭ (l)          |             |              |

Ламинальные часто палатализованны. У / t / имеется аффрикативный аллофон [ts].
Дрожащий /r/ в обычной речи обычно является одноударным [ɾ] (flap), но в медленной, решительной или гневной речи встречаются и многоударный вариант. Ретрофлексный аппроксимант /ɻ/ также может быть реализован как одноударный вибрант  [ɽ].

### Гласные
Пинтуби имеет шесть гласных фонем, три длинных и три коротких. Все монофтонги на фонемном уровне. Опять же, символы, используемые в практической орфографии показаны заключёнными в скобки, где они отличаются от фонемных символов.
|                  | Переднего ряда | Среднего ряда | Заднего ряда |
| ---------------- | -------------- | ------------- | ------------ |
| Верхнего подъёма | i • iː (ii)    |               | u • uː (uu)  |
| Нижнего подъёма  |                | a • aː (aa)   |              |

Краткие гласные фонемы являются оглушенными в конце слова и в конце предложения, например в [ŋurakutulpi̥] «он, наконец, (пришёл) в лагерь», [kapilat̻uɻḁ] «Мы все (принесли) воды для него» и [jilariŋu̥] «Это было близко».
Краткие гласные ротацируются перед ретрофлексными согласными, например [wa˞ʈa] 'дерево', [ka˞ɳa] 'копьё' и [mu˞ɭi] 'убежище'.
Открытый гласный /a/ дифтонгизируется в [ai] и [au] перед /j/ и /w/ соответственно, например в [waijunpuwa] 'сравнить' и [kauwu˞ɳpa] 'холодный пепел'.

### Орфография
Орфография была разработана Хансеном и используется им в его публикациях, в том числе и словаре, грамматике и проекте перевода Библии. Эта орфография также используется в двуязычной школе. Орфография показана в приведённых выше таблицах согласных и гласных фонем.